# 黃以春
黃以春（？年—？年），字顯仁，四川雲陽縣西市里人，正統元年丙辰科周旋榜進士，由中書舎人歴官翰林院檢討，禮部儀制司員外、刑部郎中。